# St. Thomas (Oberlind)

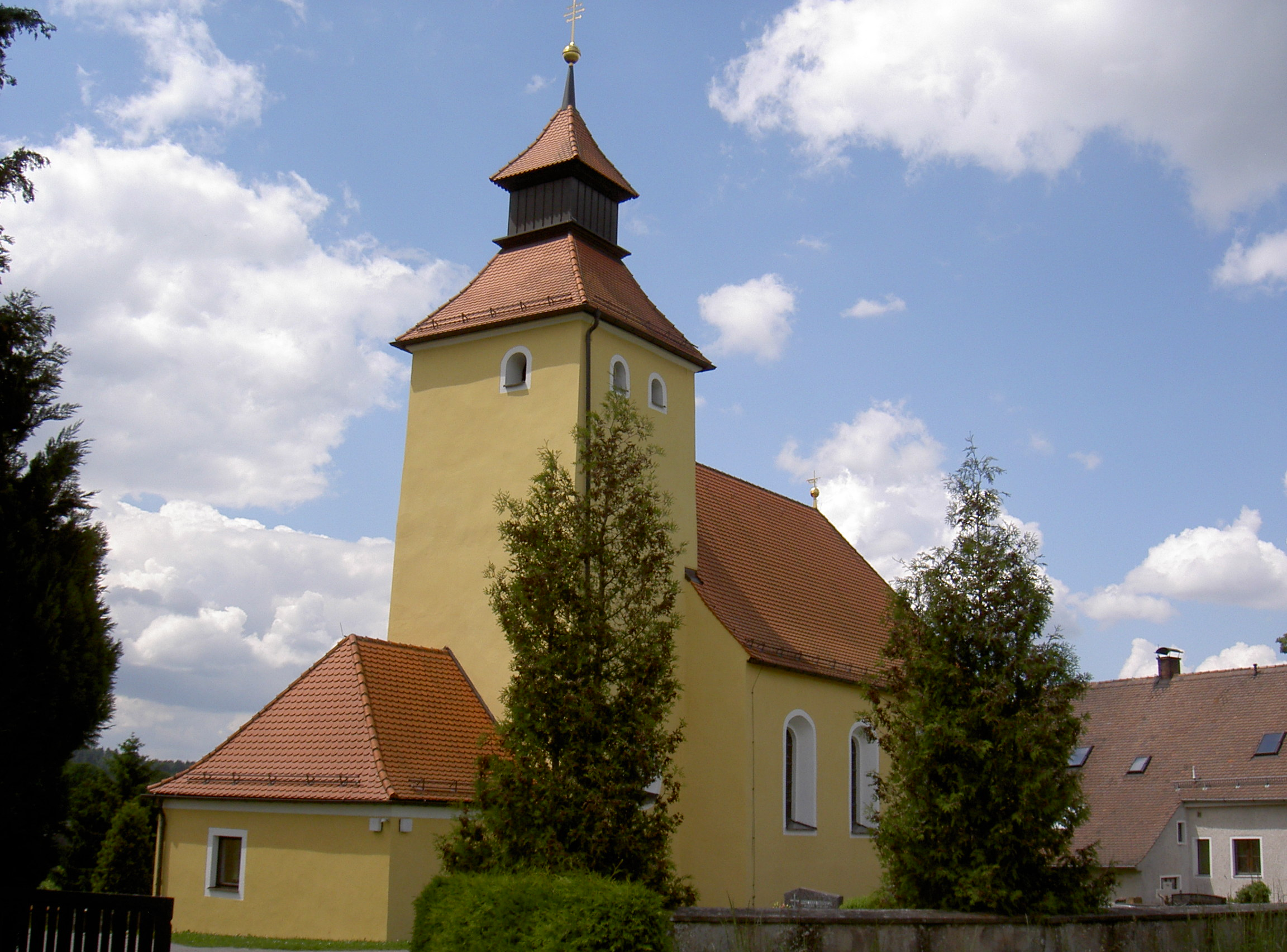
Kirche St. Thomas in Oberlind

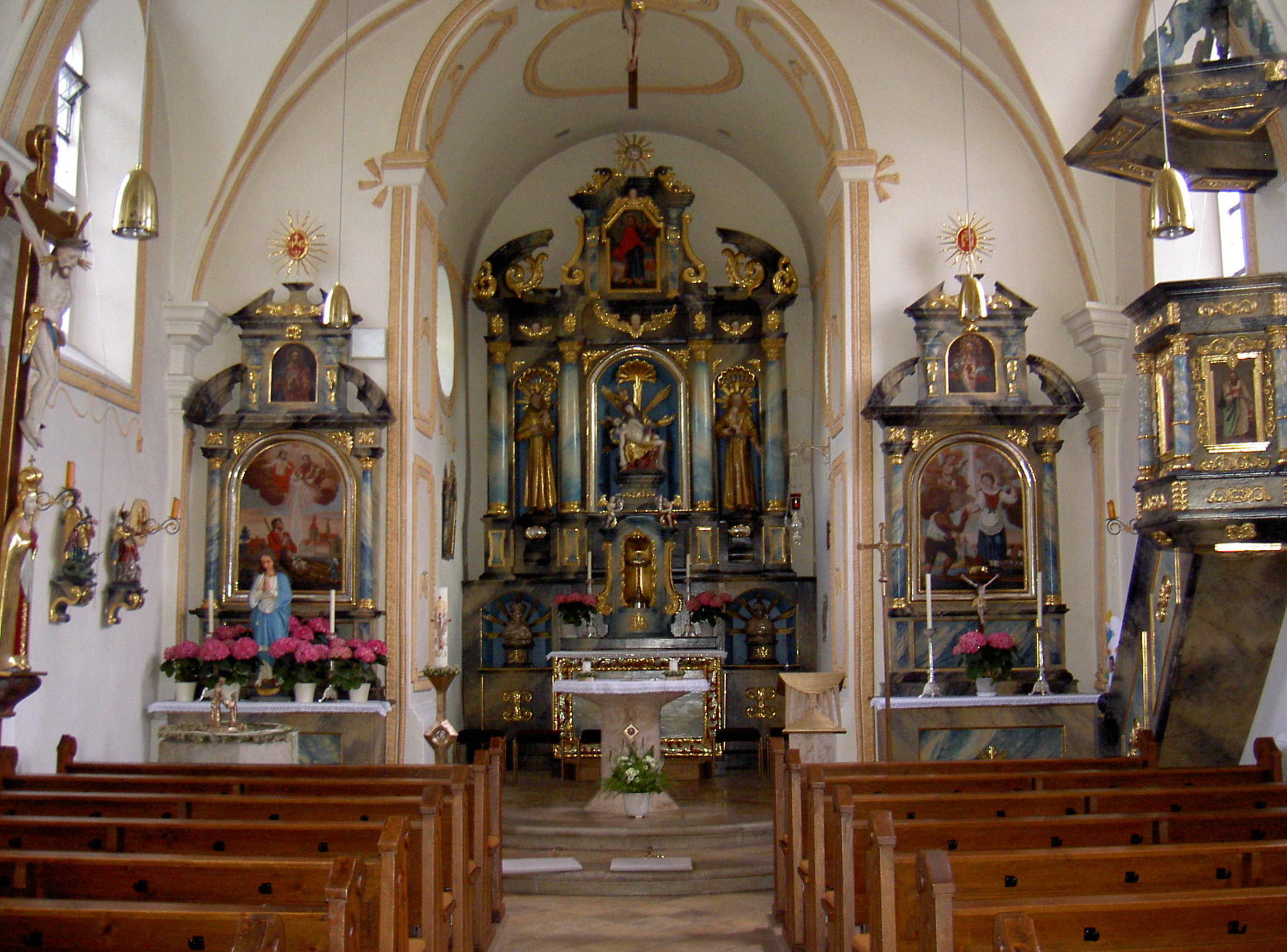
Haupt- und Nebenaltäre der Kirche St. Thomas

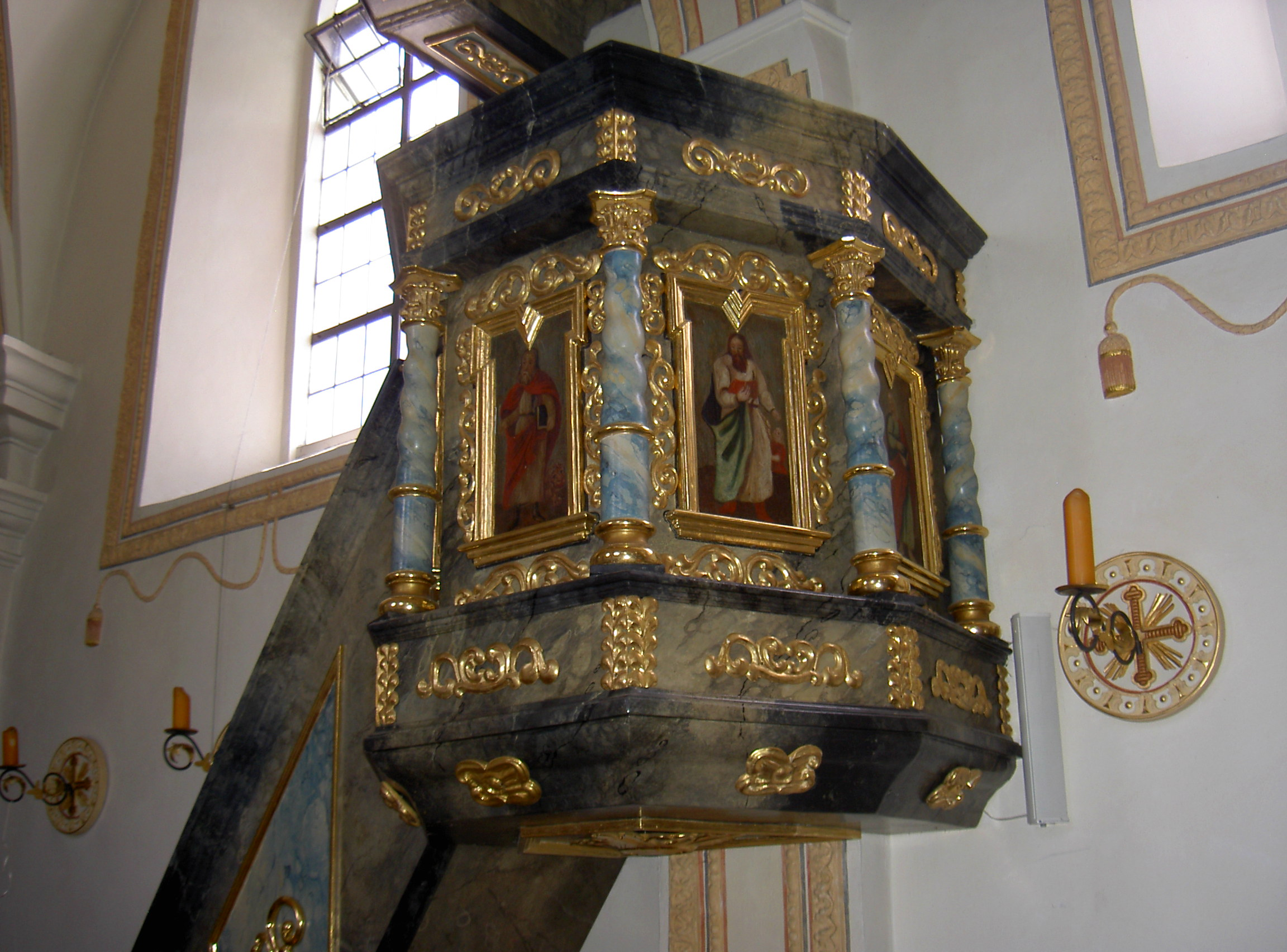
Kanzel der Kirche St. Thomas

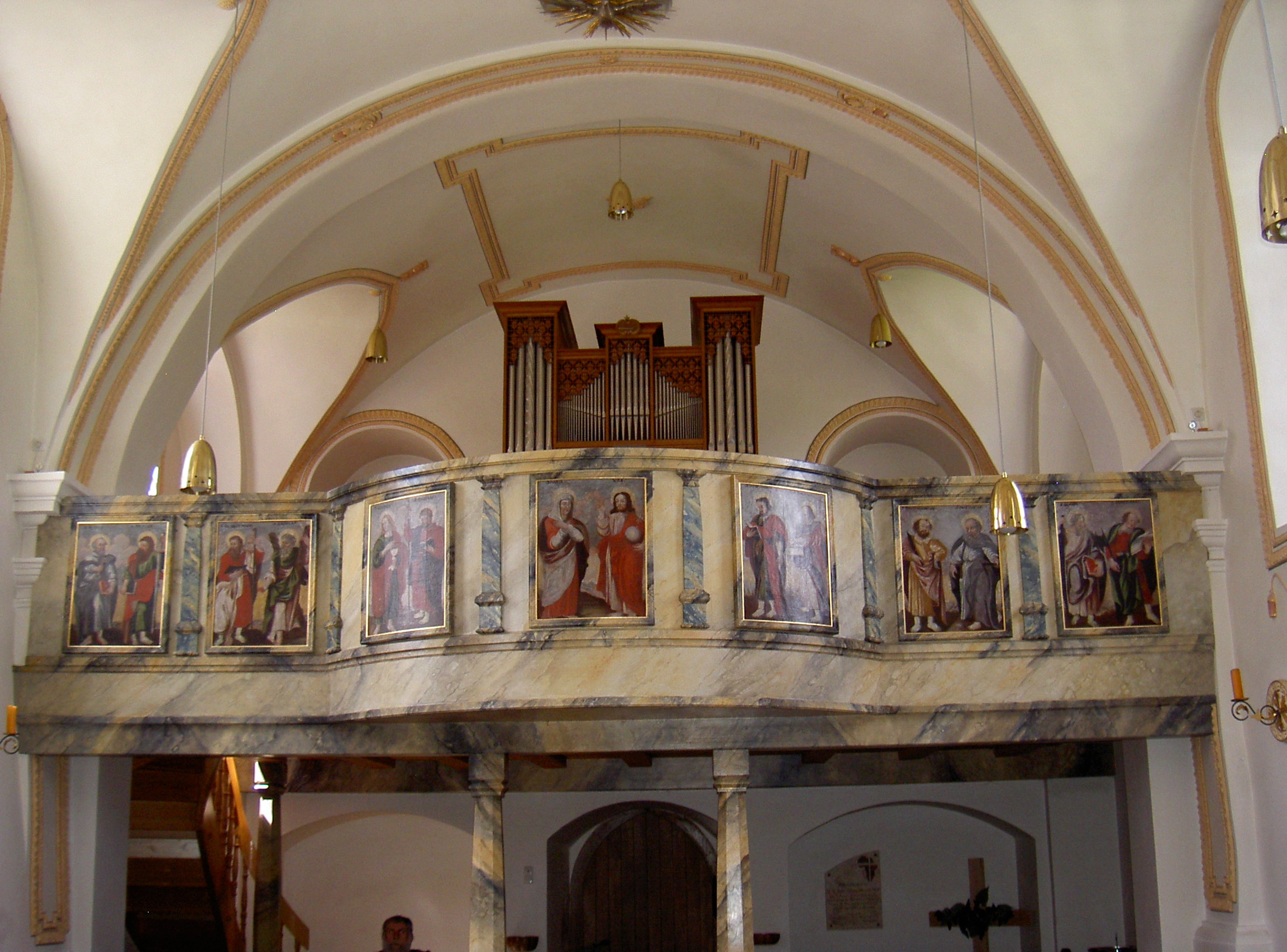
Empore und Orgel der Kirche St. Thomas

Die römisch-katholische Filialkirche St. Thomas im Ortsteil Oberlind der Oberpfälzer Stadt Vohenstrauß befindet sich in der Dorfstraße 7. Sie liegt innerhalb einer aus Bruchsteinen gemauerten Friedhofsmauer, die auf das 17. bzw. 18. Jahrhundert zurückgeht.

## Geschichte
Die Kirche ist vor 1350 durch die Herren von Paulsdorf gegründet worden, die sich in Tännesberg angesiedelt hatten. 1394 verkauften Karl Paulsdorff von Tännesberg und seine Ehefrau Benigna ihre Patronatsrechte an Tännesberg mitsamt dem Patronatsrecht über Lind an Ruprecht III. von der Pfalz. Durch Pfalzgraf Ottheinrich wurde Oberlind 1556 lutherisch gemacht. Unter seinem Nachfolger Pfalzgraf Friedrich III. wurde die Gegend kalvinistisch. Im Zuge des dann ausgelösten Bildersturms wurden die Bildnisse aus der Kirche entfernt und der (heute wieder aufgefundene) Taufstein auf den Friedhof verbracht. Sein Nachfolger Pfalzgraf Ludwig VI. führte wieder das Luthertum ein und stärkte es durch die Oberpfälzer Landesvisitation von 1581/82. Dabei wird auch der Zustand der Pfarrei beschrieben und Kirche und Pfarrhaus werden als baufällig bezeichnet. Ein Altar sei noch vorhanden, der Taufstein aber liege im Friedhof, sodass der Pfarrer das ganze Jahr über die Taufen im Pfarrhof mit einer zinnernen Schüssel unternimmt. Die Kirchenregister hatte der Vorgänger nach Pleystein mitgenommen. Nachfolger von Pfalzgraf Ludwig wurde Pfalzgraf Friedrich IV. und der erzwang aufgrund des Grundsatzes „cuius regio eius et religio“, dass Oberlind wieder kalvinistisch wurde. Mit der Übernahme der Oberpfalz durch den Kurfürsten Maximilian I. und dem Beginn der Gegenreformation wurde die Gegend wieder „katholisch gemacht“, die Pfarrei war aber nicht besetzt; erst als in Vohenstrauß 1651 der Kapuzinerorden einzog, wurde Oberlind von dort aus seelsorgerisch betreut, einen Weltpriester gab es hier nicht mehr.
Nach der Säkularisation von 1802 wurde das Kapuzinerkloster in Vohenstrauß eingestellt und die Kapuziner mussten ihre Tätigkeit beenden. Nun wurde Oberlind von einem Weltpriester und einem Kooperator von Vohenstrauß aus versorgt, es heißt aber, zwischen 1802 und 1815 hätten nur neun Gottesdienste stattgefunden und nach 1815 gar keine mehr. Alle Bemühungen um eine Wiedereinrichtung einer Pfarrei in Oberlind waren nicht von Erfolg gekrönt. Mit der Pfarrei in Vohenstrauß konnte aber vereinbart werden, dass an den hohen Festtagen (Weißer Sonntag, Thomastag, Sonntag nach Fronleichnam) eine Messe gehalten wird und am Pfingstmontag ein Flurumgang stattfindet. Heute finden in der Kirche auf den Jahreskreis bezogene Feiern, wie z. B. Krippenspiele oder das Patroziniumsfest, statt.

## Gebäude
Die Kirche ist eine Chorturmkirche mit einem gotischen Kern aus dem 14. Jahrhundert. Der Innenraum wird von einem gemauerten Tonnengewölbe mit Stichkappen und Gurtbögen überspannt. Dieses ruht auf Pilastern. Ende des 18. Jahrhunderts war die Kirche so baufällig, dass hier keine Gottesdienste mehr gehalten werden konnten. Der Kirchturm neigte sich zur Seite, sodass man die Glocken entfernen musste. Auch das Altargewölbe unter dem Turm war gesprungen und auch dem Langhaus drohte der Einsturz. Für die Gottesdienste musste man nun auf die Kapelle auf dem Kalvarienberg ausweichen.
Die Gemeinde Oberlind konnte für die Reparatur 100 fl bereitstellen und 600 fl konnte man von den Pfarreien im Amt Tannenberg-Treswitz ausleihen. 1793 wurde mit den Bauarbeiten begonnen. Dabei wurde der Turm teilweise abgetragen und wieder neu errichtet. Auch die Langhausgewölbe und der Westgiebel wurden heruntergeschlagen. Durch angebaute und heute noch vorhandene Strebepfeiler konnte das Auseinanderbrechen des Mauerwerks verhindert werden. Am 5. August 1795 konnte Pater Franz de Paula den Abschluss der Renovierungsarbeiten an die Regierung nach Amberg vermelden. Seit dieser Zeit hat sich das Kirchengebäude nicht mehr wesentlich verändert. Es ist weiterhin an der Ostseite der quadratische Kirchturm mit einem abgesetzten Spitzhelm vorhanden, unter dem sich der Rechteckchor befindet.
1964 wurde eine Sakristei angebaut. Da die Kirche sanierungsbedürftig geworden war, wurde im Jahr 2001 nach Diskussionen um den Denkmalschutz die Kirche bei der Renovierung um einen Anbau mit einem Joch erweitert. Dabei musste auch die Empore versetzt werden. Die Außenfassade wurde neu verputzt, die Kirchenausstattung renoviert und bei dieser Gelegenheit wurde auch der Vorplatz neu gestaltet.

## Ausstattung
Die Kirchenausstattung besteht aus barocken Altären aus der Zeit um 1720. Der Hochaltar zeigt eine Pietà; die Heiligen Antonius von Padua und Franz von Assisi stellen die Seitenfiguren dar. Die Seitenaltäre sind dem heiligen Isidor und der heiligen Notburga gewidmet.

## Orgel
Im Zuge der Renovierungsarbeiten hat die Kirchenverwaltung beschlossen, eine Orgel anzuschaffen. Gekauft wurde ein gebrauchtes Instrument mit 13 Registern auf zwei Manualen und Pedal, das in einem Privathaushalt im Schwarzwald gestanden hatten. Das Instrument war 1974 von der Firma Klaus Becker aus Kupfermühle hergestellt worden. 1994 wurde von Bernhard Fleig aus Basel das Pedalwerk hinzugebaut. Die Neuaufstellung wurde von der Firma Kubak (Augsburg) vorgenommen.
Zuvor war hier ein zweimanualiges und reich verziertes Harmonium, das nunmehr ausgedient hatte.